# Tour of Britain 2022
Tour of Britain 2022 – 18. edycja wyścigu kolarskiego Tour of Britain, która odbyła się w dniach od 4 do 8 września 2022 na liczącej ponad 856 kilometrów trasie składającej się z 5 etapów i biegnącej z Aberdeen do Mansfield. Impreza kategorii 2.Pro była częścią UCI ProSeries 2022.
Początkowo wyścig miał składać się z 8 etapów, a jego meta, zaplanowana na 11 września 2022, umiejscowiona była na przylądku The Needles, jednak w związku ze śmiercią Elżbiety II organizatorzy imprezy zdecydowali się odwołać 3 ostatnie etapy, w związku z czym zwycięzcą wyścigu został liderujący po 5. etapach Gonzalo Serrano.

## Etapy
| Etap | Data   | Start – Meta                   | type        | Dystans (km) | Suma wzniesień (m) | Zwycięzca etapu | Lider           |
| ---- | ------ | ------------------------------ | ----------- | ------------ | ------------------ | --------------- | --------------- |
| 1    | 4 wrz  | Aberdeen – Glenshee Ski Centre | górzysty    | 181,3        | 2309 m             | Corbin Strong   | Corbin Strong   |
| 2    | 5 wrz  | Hawick – Duns                  | pagórkowaty | 175,2        | 1965 m             | Cees Bol        | Corbin Strong   |
| 3    | 6 wrz  | Durham – Sunderland            | pagórkowaty | 163,6        | 2002 m             | Kamiel Bonneu   | Benjamin Perry  |
| 4    | 7 wrz  | Redcar – Duncombe Park Lodge   | górzysty    | 149,5        | 2223 m             | Gonzalo Serrano | Gonzalo Serrano |
| 5    | 8 wrz  | West Bridgford – Mansfield     | płaski      | 186,8        | 1421 m             | Jordi Meeus     | Gonzalo Serrano |
| 6    | 9 wrz  | Tewkesbury – Gloucester        | pagórkowaty | 170,9        | 1867 m             | odwołany        |                 |
| 7    | 10 wrz | West Bay – Ferndown            | pagórkowaty | 175,9        | 1986 m             | odwołany        |                 |
| 8    | 11 wrz | Ryde – The Needles             | górzysty    | 148,9        | 1828 m             | odwołany        |                 |

## Uczestnicy

### Drużyny
| WorldTeams (5)- Bora-Hansgrohe - Ineos Grenadiers - Israel-Premier Tech - Movistar Team - Team DSM ProTeams (6)- Bardiani-CSF-Faizanè - Bingoal Pauwels Sauces WB - Caja Rural-Seguros RGA - Human Powered Health - Sport Vlaanderen-Baloise - Uno-X Pro Cycling Team Continental teams (6)- Global 6 Cycling - Team Qhubeka - Saint Piran - Ribble Weldtite Pro Cycling - WiV SunGod - Trinity Racing Reprezentacja- Wielka Brytania |
| |

### Lista startowa
| Ineos Grenadiers IGD | Ineos Grenadiers IGD     | Ineos Grenadiers IGD |
| -------------------- | ------------------------ | -------------------- |
| Nr                   | Kolarz                   | Miejsce              |
| 1                    | Thomas Pidcock (GBR)     |                      |
| 2                    | Andrey Amador (CRC)      |                      |
| 3                    | Omar Fraile (ESP)        |                      |
| 4                    | Michał Kwiatkowski (POL) |                      |
| 5                    | Richie Porte (AUS)       |                      |
| 6                    | Magnus Sheffield (USA)   |                      |

| Team DSM DSM | Team DSM DSM           | Team DSM DSM |
| ------------ | ---------------------- | ------------ |
| Nr           | Kolarz                 | Miejsce      |
| 11           | Cees Bol (NED)         |              |
| 12           | Chris Hamilton (AUS)   |              |
| 13           | Leon Heinschke (GER)   |              |
| 14           | Marius Mayrhofer (GER) |              |
| 15           | Oscar Onley (GBR)      |              |
| 16           | Max Poole (GBR)        |              |

| Israel-Premier Tech IPT | Israel-Premier Tech IPT | Israel-Premier Tech IPT |
| ----------------------- | ----------------------- | ----------------------- |
| Nr                      | Kolarz                  | Miejsce                 |
| 21                      | Dylan Teuns (BEL)       |                         |
| 22                      | Alex Dowsett (GBR)      |                         |
| 23                      | Mason Hollyman (GBR)    |                         |
| 24                      | Reto Hollenstein (SUI)  |                         |
| 25                      | Corbin Strong (NZL)     |                         |
| 26                      | Michael Woods (CAN)     |                         |

| Ribble Weldtite Pro Cycling RWC | Ribble Weldtite Pro Cycling RWC | Ribble Weldtite Pro Cycling RWC |
| ------------------------------- | ------------------------------- | ------------------------------- |
| Nr                              | Kolarz                          | Miejsce                         |
| 31                              | Finn Crockett (GBR)             | DNS-3                           |
| 32                              | Red Walters (GRN) (szosa)       | DNF-4                           |
| 33                              | Zeb Kyffin (GBR)                |                                 |
| 34                              | Ross Lamb (GBR)                 |                                 |
| 35                              | Charlie Tanfield (GBR)          | DNF-4                           |
| 36                              | Harry Tanfield (GBR)            | DNF-3                           |

| Bingoal Pauwels Sauces WB BWB | Bingoal Pauwels Sauces WB BWB | Bingoal Pauwels Sauces WB BWB |
| ----------------------------- | ----------------------------- | ----------------------------- |
| Nr                            | Kolarz                        | Miejsce                       |
| 41                            | Stanisław Aniołkowski (POL)   |                               |
| 42                            | Ceriel Desal (BEL)            |                               |
| 43                            | Johan Meens (BEL)             |                               |
| 44                            | Kenny Molly (BEL)             |                               |
| 45                            | Mathijs Paasschens (NED)      |                               |
| 46                            | Dimitri Peyskens (BEL)        |                               |

| Caja Rural-Seguros RGA CJR | Caja Rural-Seguros RGA CJR | Caja Rural-Seguros RGA CJR |
| -------------------------- | -------------------------- | -------------------------- |
| Nr                         | Kolarz                     | Miejsce                    |
| 51                         | Eduard Prades (ESP)        |                            |
| 52                         | Fernando Barceló (ESP)     |                            |
| 53                         | Jon Barrenetxea (ESP)      |                            |
| 54                         | Calum Johnston (GBR)       |                            |
| 55                         | Sergio Martín (ESP)        |                            |
| 56                         | Joel Nicolau (ESP)         |                            |

| Human Powered Health HPM | Human Powered Health HPM | Human Powered Health HPM |
| ------------------------ | ------------------------ | ------------------------ |
| Nr                       | Kolarz                   | Miejsce                  |
| 61                       | Matthew Gibson (GBR)     |                          |
| 62                       | Kristian Aasvold (NOR)   |                          |
| 63                       | Stephen Bassett (USA)    |                          |
| 64                       | August Jensen (NOR)      |                          |
| 65                       | Gavin Mannion (USA)      |                          |
| 66                       | Joseph Rosskopf (USA)    |                          |

| Bora-Hansgrohe BOH | Bora-Hansgrohe BOH                | Bora-Hansgrohe BOH |
| ------------------ | --------------------------------- | ------------------ |
| Nr                 | Kolarz                            | Miejsce            |
| 71                 | Nils Politt (GER) (szosa)         |                    |
| 72                 | Shane Archbold (NZL)              |                    |
| 73                 | Jordi Meeus (BEL)                 |                    |
| 74                 | Marco Haller (AUT)                | DNF-1              |
| 75                 | Felix Großschartner (AUT) (szosa) |                    |
| 76                 | Lukas Pöstlberger (AUT)           |                    |

| WiV SunGod RDW | WiV SunGod RDW        | WiV SunGod RDW |
| -------------- | --------------------- | -------------- |
| Nr             | Kolarz                | Miejsce        |
| 81             | Jacob Scott (GBR)     |                |
| 82             | Jim Brown (GBR)       |                |
| 83             | Benjamin Perry (CAN)  |                |
| 84             | Robert Scott (GBR)    |                |
| 85             | Matthew Teggart (IRL) |                |
| 86             | Rory Townsend (IRL)   |                |

| Bardiani CSF Faizanè BCF | Bardiani CSF Faizanè BCF   | Bardiani CSF Faizanè BCF |
| ------------------------ | -------------------------- | ------------------------ |
| Nr                       | Kolarz                     | Miejsce                  |
| 91                       | Filippo Zana (ITA) (szosa) |                          |
| 92                       | Enrico Battaglin (ITA)     |                          |
| 93                       | Filippo Fiorelli (ITA)     |                          |
| 94                       | Davide Gabburo (ITA)       |                          |
| 95                       | Martin Marcellusi (ITA)    |                          |
| 96                       | Sacha Modolo (ITA)         |                          |

| Movistar Team MOV | Movistar Team MOV      | Movistar Team MOV |
| ----------------- | ---------------------- | ----------------- |
| Nr                | Kolarz                 | Miejsce           |
| 101               | Iñigo Elosegui (ESP)   | DNF-5             |
| 102               | Abner González (PUR)   | DNF-3             |
| 103               | Matteo Jorgenson (USA) | DNS-4             |
| 104               | Imanol Erviti (ESP)    |                   |
| 105               | Óscar Rodríguez (ESP)  |                   |
| 106               | Gonzalo Serrano (ESP)  |                   |

| Uno-X Pro Cycling Team UXT | Uno-X Pro Cycling Team UXT       | Uno-X Pro Cycling Team UXT |
| -------------------------- | -------------------------------- | -------------------------- |
| Nr                         | Kolarz                           | Miejsce                    |
| 111                        | Anthon Charmig (DEN)             |                            |
| 112                        | Anders Halland Johannessen (NOR) |                            |
| 113                        | Martin Urianstad (NOR)           |                            |
| 114                        | Niklas Larsen (DEN)              |                            |
| 115                        | Rasmus Tiller (NOR)              |                            |
| 116                        | Anders Skaarseth (NOR)           |                            |

| Saint Piran SPC | Saint Piran SPC            | Saint Piran SPC |
| --------------- | -------------------------- | --------------- |
| Nr              | Kolarz                     | Miejsce         |
| 121             | Alexandar Richardson (GBR) |                 |
| 122             | Adam Lewis (GBR)           |                 |
| 123             | Leon Mazzone (GBR)         |                 |
| 124             | Harry Birchill (GBR)       |                 |
| 125             | Cooper Sayers (AUS)        |                 |
| 126             | Jack Rootkin-Gray (GBR)    |                 |

| Global 6 Cycling GLC | Global 6 Cycling GLC   | Global 6 Cycling GLC |
| -------------------- | ---------------------- | -------------------- |
| Nr                   | Kolarz                 | Miejsce              |
| 131                  | James Mitri (NZL)      |                      |
| 132                  | Kiaan Watts (NZL)      |                      |
| 133                  | Dylan Sunderland (AUS) |                      |
| 134                  | Nícolas Sessler (BRA)  |                      |
| 135                  | Ukko Peltonen (FIN)    | DNS-4                |
| 136                  | Conor Schunk (USA)     | DNS-3                |

| Team Qhubeka T4Q | Team Qhubeka T4Q        | Team Qhubeka T4Q |
| ---------------- | ----------------------- | ---------------- |
| Nr               | Kolarz                  | Miejsce          |
| 141              | Negasi Abreha (ETH)     |                  |
| 142              | Nahom Zerai (ERI)       |                  |
| 143              | Luca Coati (ITA)        | DNS-4            |
| 144              | Alessandro Iacchi (ITA) |                  |
| 145              | Nicolò Parisini (ITA)   |                  |
| 146              | Travis Stedman (RSA)    |                  |

| Wielka Brytania GBR | Wielka Brytania GBR | Wielka Brytania GBR |
| ------------------- | ------------------- | ------------------- |
| Nr                  | Kolarz              | Miejsce             |
| 151                 | Connor Swift        |                     |
| 152                 | Robert Donaldson    |                     |
| 153                 | Jake Stewart        |                     |
| 154                 | Samuel Watson       |                     |
| 155                 | Joshua Giddings     |                     |
| 156                 | Josh Charlton       |                     |

| Sport Vlaanderen-Baloise SVB | Sport Vlaanderen-Baloise SVB | Sport Vlaanderen-Baloise SVB |
| ---------------------------- | ---------------------------- | ---------------------------- |
| Nr                           | Kolarz                       | Miejsce                      |
| 161                          | Kamiel Bonneu (BEL)          |                              |
| 162                          | Lindsay De Vylder (BEL)      |                              |
| 163                          | Julian Mertens (BEL)         |                              |
| 164                          | Aaron Van Poucke (BEL)       |                              |
| 165                          | Kenneth Van Rooy (BEL)       |                              |
| 166                          | Ward Vanhoof (BEL)           |                              |

| Trinity Racing TRI | Trinity Racing TRI   | Trinity Racing TRI |
| ------------------ | -------------------- | ------------------ |
| Nr                 | Kolarz               | Miejsce            |
| 171                | Luke Lamperti (USA)  |                    |
| 172                | Sam Culverwell (GBR) |                    |
| 173                | Thomas Gloag (GBR)   |                    |
| 174                | Lukas Nerurkar (GBR) |                    |
| 175                | Oliver Rees (GBR)    |                    |
| 176                | Liam Johnston (AUS)  |                    |

| Ineos Grenadiers IGD | Ineos Grenadiers IGD     | Ineos Grenadiers IGD |
| -------------------- | ------------------------ | -------------------- |
| Nr                   | Kolarz                   | Miejsce              |
| 1                    | Thomas Pidcock (GBR)     |                      |
| 2                    | Andrey Amador (CRC)      |                      |
| 3                    | Omar Fraile (ESP)        |                      |
| 4                    | Michał Kwiatkowski (POL) |                      |
| 5                    | Richie Porte (AUS)       |                      |
| 6                    | Magnus Sheffield (USA)   |                      |

| Team DSM DSM | Team DSM DSM           | Team DSM DSM |
| ------------ | ---------------------- | ------------ |
| Nr           | Kolarz                 | Miejsce      |
| 11           | Cees Bol (NED)         |              |
| 12           | Chris Hamilton (AUS)   |              |
| 13           | Leon Heinschke (GER)   |              |
| 14           | Marius Mayrhofer (GER) |              |
| 15           | Oscar Onley (GBR)      |              |
| 16           | Max Poole (GBR)        |              |

| Israel-Premier Tech IPT | Israel-Premier Tech IPT | Israel-Premier Tech IPT |
| ----------------------- | ----------------------- | ----------------------- |
| Nr                      | Kolarz                  | Miejsce                 |
| 21                      | Dylan Teuns (BEL)       |                         |
| 22                      | Alex Dowsett (GBR)      |                         |
| 23                      | Mason Hollyman (GBR)    |                         |
| 24                      | Reto Hollenstein (SUI)  |                         |
| 25                      | Corbin Strong (NZL)     |                         |
| 26                      | Michael Woods (CAN)     |                         |

| Ribble Weldtite Pro Cycling RWC | Ribble Weldtite Pro Cycling RWC | Ribble Weldtite Pro Cycling RWC |
| ------------------------------- | ------------------------------- | ------------------------------- |
| Nr                              | Kolarz                          | Miejsce                         |
| 31                              | Finn Crockett (GBR)             | DNS-3                           |
| 32                              | Red Walters (GRN) (szosa)       | DNF-4                           |
| 33                              | Zeb Kyffin (GBR)                |                                 |
| 34                              | Ross Lamb (GBR)                 |                                 |
| 35                              | Charlie Tanfield (GBR)          | DNF-4                           |
| 36                              | Harry Tanfield (GBR)            | DNF-3                           |

| Bingoal Pauwels Sauces WB BWB | Bingoal Pauwels Sauces WB BWB | Bingoal Pauwels Sauces WB BWB |
| ----------------------------- | ----------------------------- | ----------------------------- |
| Nr                            | Kolarz                        | Miejsce                       |
| 41                            | Stanisław Aniołkowski (POL)   |                               |
| 42                            | Ceriel Desal (BEL)            |                               |
| 43                            | Johan Meens (BEL)             |                               |
| 44                            | Kenny Molly (BEL)             |                               |
| 45                            | Mathijs Paasschens (NED)      |                               |
| 46                            | Dimitri Peyskens (BEL)        |                               |

| Caja Rural-Seguros RGA CJR | Caja Rural-Seguros RGA CJR | Caja Rural-Seguros RGA CJR |
| -------------------------- | -------------------------- | -------------------------- |
| Nr                         | Kolarz                     | Miejsce                    |
| 51                         | Eduard Prades (ESP)        |                            |
| 52                         | Fernando Barceló (ESP)     |                            |
| 53                         | Jon Barrenetxea (ESP)      |                            |
| 54                         | Calum Johnston (GBR)       |                            |
| 55                         | Sergio Martín (ESP)        |                            |
| 56                         | Joel Nicolau (ESP)         |                            |

| Human Powered Health HPM | Human Powered Health HPM | Human Powered Health HPM |
| ------------------------ | ------------------------ | ------------------------ |
| Nr                       | Kolarz                   | Miejsce                  |
| 61                       | Matthew Gibson (GBR)     |                          |
| 62                       | Kristian Aasvold (NOR)   |                          |
| 63                       | Stephen Bassett (USA)    |                          |
| 64                       | August Jensen (NOR)      |                          |
| 65                       | Gavin Mannion (USA)      |                          |
| 66                       | Joseph Rosskopf (USA)    |                          |

| Bora-Hansgrohe BOH | Bora-Hansgrohe BOH                | Bora-Hansgrohe BOH |
| ------------------ | --------------------------------- | ------------------ |
| Nr                 | Kolarz                            | Miejsce            |
| 71                 | Nils Politt (GER) (szosa)         |                    |
| 72                 | Shane Archbold (NZL)              |                    |
| 73                 | Jordi Meeus (BEL)                 |                    |
| 74                 | Marco Haller (AUT)                | DNF-1              |
| 75                 | Felix Großschartner (AUT) (szosa) |                    |
| 76                 | Lukas Pöstlberger (AUT)           |                    |

| WiV SunGod RDW | WiV SunGod RDW        | WiV SunGod RDW |
| -------------- | --------------------- | -------------- |
| Nr             | Kolarz                | Miejsce        |
| 81             | Jacob Scott (GBR)     |                |
| 82             | Jim Brown (GBR)       |                |
| 83             | Benjamin Perry (CAN)  |                |
| 84             | Robert Scott (GBR)    |                |
| 85             | Matthew Teggart (IRL) |                |
| 86             | Rory Townsend (IRL)   |                |

| Bardiani CSF Faizanè BCF | Bardiani CSF Faizanè BCF   | Bardiani CSF Faizanè BCF |
| ------------------------ | -------------------------- | ------------------------ |
| Nr                       | Kolarz                     | Miejsce                  |
| 91                       | Filippo Zana (ITA) (szosa) |                          |
| 92                       | Enrico Battaglin (ITA)     |                          |
| 93                       | Filippo Fiorelli (ITA)     |                          |
| 94                       | Davide Gabburo (ITA)       |                          |
| 95                       | Martin Marcellusi (ITA)    |                          |
| 96                       | Sacha Modolo (ITA)         |                          |

| Movistar Team MOV | Movistar Team MOV      | Movistar Team MOV |
| ----------------- | ---------------------- | ----------------- |
| Nr                | Kolarz                 | Miejsce           |
| 101               | Iñigo Elosegui (ESP)   | DNF-5             |
| 102               | Abner González (PUR)   | DNF-3             |
| 103               | Matteo Jorgenson (USA) | DNS-4             |
| 104               | Imanol Erviti (ESP)    |                   |
| 105               | Óscar Rodríguez (ESP)  |                   |
| 106               | Gonzalo Serrano (ESP)  |                   |

| Uno-X Pro Cycling Team UXT | Uno-X Pro Cycling Team UXT       | Uno-X Pro Cycling Team UXT |
| -------------------------- | -------------------------------- | -------------------------- |
| Nr                         | Kolarz                           | Miejsce                    |
| 111                        | Anthon Charmig (DEN)             |                            |
| 112                        | Anders Halland Johannessen (NOR) |                            |
| 113                        | Martin Urianstad (NOR)           |                            |
| 114                        | Niklas Larsen (DEN)              |                            |
| 115                        | Rasmus Tiller (NOR)              |                            |
| 116                        | Anders Skaarseth (NOR)           |                            |

| Saint Piran SPC | Saint Piran SPC            | Saint Piran SPC |
| --------------- | -------------------------- | --------------- |
| Nr              | Kolarz                     | Miejsce         |
| 121             | Alexandar Richardson (GBR) |                 |
| 122             | Adam Lewis (GBR)           |                 |
| 123             | Leon Mazzone (GBR)         |                 |
| 124             | Harry Birchill (GBR)       |                 |
| 125             | Cooper Sayers (AUS)        |                 |
| 126             | Jack Rootkin-Gray (GBR)    |                 |

| Global 6 Cycling GLC | Global 6 Cycling GLC   | Global 6 Cycling GLC |
| -------------------- | ---------------------- | -------------------- |
| Nr                   | Kolarz                 | Miejsce              |
| 131                  | James Mitri (NZL)      |                      |
| 132                  | Kiaan Watts (NZL)      |                      |
| 133                  | Dylan Sunderland (AUS) |                      |
| 134                  | Nícolas Sessler (BRA)  |                      |
| 135                  | Ukko Peltonen (FIN)    | DNS-4                |
| 136                  | Conor Schunk (USA)     | DNS-3                |

| Team Qhubeka T4Q | Team Qhubeka T4Q        | Team Qhubeka T4Q |
| ---------------- | ----------------------- | ---------------- |
| Nr               | Kolarz                  | Miejsce          |
| 141              | Negasi Abreha (ETH)     |                  |
| 142              | Nahom Zerai (ERI)       |                  |
| 143              | Luca Coati (ITA)        | DNS-4            |
| 144              | Alessandro Iacchi (ITA) |                  |
| 145              | Nicolò Parisini (ITA)   |                  |
| 146              | Travis Stedman (RSA)    |                  |

| Wielka Brytania GBR | Wielka Brytania GBR | Wielka Brytania GBR |
| ------------------- | ------------------- | ------------------- |
| Nr                  | Kolarz              | Miejsce             |
| 151                 | Connor Swift        |                     |
| 152                 | Robert Donaldson    |                     |
| 153                 | Jake Stewart        |                     |
| 154                 | Samuel Watson       |                     |
| 155                 | Joshua Giddings     |                     |
| 156                 | Josh Charlton       |                     |

| Sport Vlaanderen-Baloise SVB | Sport Vlaanderen-Baloise SVB | Sport Vlaanderen-Baloise SVB |
| ---------------------------- | ---------------------------- | ---------------------------- |
| Nr                           | Kolarz                       | Miejsce                      |
| 161                          | Kamiel Bonneu (BEL)          |                              |
| 162                          | Lindsay De Vylder (BEL)      |                              |
| 163                          | Julian Mertens (BEL)         |                              |
| 164                          | Aaron Van Poucke (BEL)       |                              |
| 165                          | Kenneth Van Rooy (BEL)       |                              |
| 166                          | Ward Vanhoof (BEL)           |                              |

| Trinity Racing TRI | Trinity Racing TRI   | Trinity Racing TRI |
| ------------------ | -------------------- | ------------------ |
| Nr                 | Kolarz               | Miejsce            |
| 171                | Luke Lamperti (USA)  |                    |
| 172                | Sam Culverwell (GBR) |                    |
| 173                | Thomas Gloag (GBR)   |                    |
| 174                | Lukas Nerurkar (GBR) |                    |
| 175                | Oliver Rees (GBR)    |                    |
| 176                | Liam Johnston (AUS)  |                    |

Legenda: DNF – nie ukończył etapu, OTL – przekroczył limit czasu, DNS – nie wystartował do etapu, DSQ – zdyskwalifikowany. Numer przy skrócie oznacza etap, na którym kolarz opuścił wyścig.

## Wyniki etapów

### Etap 1
| Aberdeen - Glenshee Ski Centre | górzysty | (181,3 km) |

| \| Klasyfikacja etapu \| Klasyfikacja etapu \| Klasyfikacja etapu \| Klasyfikacja etapu \| Klasyfikacja etapu \| \| Kolarz \| Kolarz \| Państwo \| Drużyna \| Czas \| \| ------------------ \| -------------------------- \| ------------------ \| ---------------------- \| ------------------ \| \| 1. \| Corbin Strong \| Nowa Zelandia \| Israel-Premier Tech \| 4h 36' 37" \| \| 2. \| Omar Fraile \| Hiszpania \| Ineos Grenadiers \| + 0" \| \| 3. \| Anders Halland Johannessen \| Norwegia \| Uno-X Pro Cycling Team \| + 0" \| \| 4. \| Gonzalo Serrano \| Hiszpania \| Movistar Team \| + 0" \| \| 5. \| Thomas Pidcock \| Wielka Brytania \| Ineos Grenadiers \| + 0" \| \| 6. \| Dylan Teuns \| Belgia \| Israel-Premier Tech \| + 0" \| \| 7. \| Filippo Fiorelli \| Włochy \| Bardiani CSF Faizanè \| + 0" \| \| 8. \| Oscar Onley \| Wielka Brytania \| Team DSM \| + 0" \| \| 9. \| Anthon Charmig \| Dania \| Uno-X Pro Cycling Team \| + 0" \| \| 10. \| Filippo Zana \| Włochy \| Bardiani CSF Faizanè \| + 0" \| |                            |                 |                        |            |
| |                            |                 |                        |            |
| Źródło: ProCyclingStats |                            |                 |                        |            |
| Klasyfikacja etapu |                            |                 |                        |            |
| Kolarz | Kolarz                     | Państwo         | Drużyna                | Czas       |
| 1. | Corbin Strong              | Nowa Zelandia   | Israel-Premier Tech    | 4h 36' 37" |
| 2. | Omar Fraile                | Hiszpania       | Ineos Grenadiers       | + 0"       |
| 3. | Anders Halland Johannessen | Norwegia        | Uno-X Pro Cycling Team | + 0"       |
| 4. | Gonzalo Serrano            | Hiszpania       | Movistar Team          | + 0"       |
| 5. | Thomas Pidcock             | Wielka Brytania | Ineos Grenadiers       | + 0"       |
| 6. | Dylan Teuns                | Belgia          | Israel-Premier Tech    | + 0"       |
| 7. | Filippo Fiorelli           | Włochy          | Bardiani CSF Faizanè   | + 0"       |
| 8. | Oscar Onley                | Wielka Brytania | Team DSM               | + 0"       |
| 9. | Anthon Charmig             | Dania           | Uno-X Pro Cycling Team | + 0"       |
| 10. | Filippo Zana               | Włochy          | Bardiani CSF Faizanè   | + 0"       |

| \| Klasyfikacja generalna \| Klasyfikacja generalna \| Klasyfikacja generalna \| Klasyfikacja generalna \| Klasyfikacja generalna \| \| Kolarz \| Kolarz \| Państwo \| Drużyna \| Czas \| \| ---------------------- \| -------------------------- \| ---------------------- \| ---------------------- \| ---------------------- \| \| 1. \| Corbin Strong \| Nowa Zelandia \| Israel-Premier Tech \| 4h 36' 27" \| \| 2. \| Omar Fraile \| Hiszpania \| Ineos Grenadiers \| + 4" \| \| 3. \| Anders Halland Johannessen \| Norwegia \| Uno-X Pro Cycling Team \| + 6" \| \| 4. \| Gonzalo Serrano \| Hiszpania \| Movistar Team \| + 10" \| \| 5. \| Thomas Pidcock \| Wielka Brytania \| Ineos Grenadiers \| + 10" \| \| 6. \| Dylan Teuns \| Belgia \| Israel-Premier Tech \| + 10" \| \| 7. \| Filippo Fiorelli \| Włochy \| Bardiani CSF Faizanè \| + 10" \| \| 8. \| Oscar Onley \| Wielka Brytania \| Team DSM \| + 10" \| \| 9. \| Anthon Charmig \| Dania \| Uno-X Pro Cycling Team \| + 10" \| \| 10. \| Filippo Zana \| Włochy \| Bardiani CSF Faizanè \| + 10" \| |                            |                 |                        |            |
| |                            |                 |                        |            |
| Źródło: ProCyclingStats |                            |                 |                        |            |
| Klasyfikacja generalna |                            |                 |                        |            |
| Kolarz | Kolarz                     | Państwo         | Drużyna                | Czas       |
| 1. | Corbin Strong              | Nowa Zelandia   | Israel-Premier Tech    | 4h 36' 27" |
| 2. | Omar Fraile                | Hiszpania       | Ineos Grenadiers       | + 4"       |
| 3. | Anders Halland Johannessen | Norwegia        | Uno-X Pro Cycling Team | + 6"       |
| 4. | Gonzalo Serrano            | Hiszpania       | Movistar Team          | + 10"      |
| 5. | Thomas Pidcock             | Wielka Brytania | Ineos Grenadiers       | + 10"      |
| 6. | Dylan Teuns                | Belgia          | Israel-Premier Tech    | + 10"      |
| 7. | Filippo Fiorelli           | Włochy          | Bardiani CSF Faizanè   | + 10"      |
| 8. | Oscar Onley                | Wielka Brytania | Team DSM               | + 10"      |
| 9. | Anthon Charmig             | Dania           | Uno-X Pro Cycling Team | + 10"      |
| 10. | Filippo Zana               | Włochy          | Bardiani CSF Faizanè   | + 10"      |

### Etap 2
| Hawick - Duns | pagórkowaty | (175,2 km) |

| \| Klasyfikacja etapu \| Klasyfikacja etapu \| Klasyfikacja etapu \| Klasyfikacja etapu \| Klasyfikacja etapu \| \| Kolarz \| Kolarz \| Państwo \| Drużyna \| Czas \| \| ------------------ \| --------------------- \| ------------------ \| ------------------------- \| ------------------ \| \| 1. \| Cees Bol \| Holandia \| Team DSM \| 4h 08' 35" \| \| 2. \| Jake Stewart \| Wielka Brytania \| Wielka Brytania \| + 0" \| \| 3. \| Corbin Strong \| Nowa Zelandia \| Israel-Premier Tech \| + 0" \| \| 4. \| Stanisław Aniołkowski \| Polska \| Bingoal Pauwels Sauces WB \| + 0" \| \| 5. \| Luke Lamperti \| Stany Zjednoczone \| Trinity Racing \| + 0" \| \| 6. \| Kenneth Van Rooy \| Belgia \| Sport Vlaanderen-Baloise \| + 0" \| \| 7. \| Thomas Pidcock \| Wielka Brytania \| Ineos Grenadiers \| + 0" \| \| 8. \| Eduard Prades \| Hiszpania \| Caja Rural-Seguros RGA \| + 0" \| \| 9. \| Jim Brown \| Wielka Brytania \| WiV SunGod \| + 0" \| \| 10. \| Martin Marcellusi \| Włochy \| Bardiani CSF Faizanè \| + 0" \| |                       |                   |                           |            |
| |                       |                   |                           |            |
| Źródło: ProCyclingStats |                       |                   |                           |            |
| Klasyfikacja etapu |                       |                   |                           |            |
| Kolarz | Kolarz                | Państwo           | Drużyna                   | Czas       |
| 1. | Cees Bol              | Holandia          | Team DSM                  | 4h 08' 35" |
| 2. | Jake Stewart          | Wielka Brytania   | Wielka Brytania           | + 0"       |
| 3. | Corbin Strong         | Nowa Zelandia     | Israel-Premier Tech       | + 0"       |
| 4. | Stanisław Aniołkowski | Polska            | Bingoal Pauwels Sauces WB | + 0"       |
| 5. | Luke Lamperti         | Stany Zjednoczone | Trinity Racing            | + 0"       |
| 6. | Kenneth Van Rooy      | Belgia            | Sport Vlaanderen-Baloise  | + 0"       |
| 7. | Thomas Pidcock        | Wielka Brytania   | Ineos Grenadiers          | + 0"       |
| 8. | Eduard Prades         | Hiszpania         | Caja Rural-Seguros RGA    | + 0"       |
| 9. | Jim Brown             | Wielka Brytania   | WiV SunGod                | + 0"       |
| 10. | Martin Marcellusi     | Włochy            | Bardiani CSF Faizanè      | + 0"       |

| \| Klasyfikacja generalna \| Klasyfikacja generalna \| Klasyfikacja generalna \| Klasyfikacja generalna \| Klasyfikacja generalna \| \| Kolarz \| Kolarz \| Państwo \| Drużyna \| Czas \| \| ---------------------- \| -------------------------- \| ---------------------- \| ------------------------ \| ---------------------- \| \| 1. \| Corbin Strong \| Nowa Zelandia \| Israel-Premier Tech \| 8h 44' 58" \| \| 2. \| Jake Stewart \| Wielka Brytania \| Wielka Brytania \| + 8" \| \| 3. \| Omar Fraile \| Hiszpania \| Ineos Grenadiers \| + 8" \| \| 4. \| Anders Halland Johannessen \| Norwegia \| Uno-X Pro Cycling Team \| + 10" \| \| 5. \| Thomas Pidcock \| Wielka Brytania \| Ineos Grenadiers \| + 14" \| \| 6. \| Gonzalo Serrano \| Hiszpania \| Movistar Team \| + 14" \| \| 7. \| Kenneth Van Rooy \| Belgia \| Sport Vlaanderen-Baloise \| + 14" \| \| 8. \| Felix Großschartner \| Austria \| Bora-Hansgrohe \| + 14" \| \| 9. \| Eduard Prades \| Hiszpania \| Caja Rural-Seguros RGA \| + 14" \| \| 10. \| Filippo Fiorelli \| Włochy \| Bardiani CSF Faizanè \| + 14" \| |                            |                 |                          |            |
| |                            |                 |                          |            |
| Źródło: ProCyclingStats |                            |                 |                          |            |
| Klasyfikacja generalna |                            |                 |                          |            |
| Kolarz | Kolarz                     | Państwo         | Drużyna                  | Czas       |
| 1. | Corbin Strong              | Nowa Zelandia   | Israel-Premier Tech      | 8h 44' 58" |
| 2. | Jake Stewart               | Wielka Brytania | Wielka Brytania          | + 8"       |
| 3. | Omar Fraile                | Hiszpania       | Ineos Grenadiers         | + 8"       |
| 4. | Anders Halland Johannessen | Norwegia        | Uno-X Pro Cycling Team   | + 10"      |
| 5. | Thomas Pidcock             | Wielka Brytania | Ineos Grenadiers         | + 14"      |
| 6. | Gonzalo Serrano            | Hiszpania       | Movistar Team            | + 14"      |
| 7. | Kenneth Van Rooy           | Belgia          | Sport Vlaanderen-Baloise | + 14"      |
| 8. | Felix Großschartner        | Austria         | Bora-Hansgrohe           | + 14"      |
| 9. | Eduard Prades              | Hiszpania       | Caja Rural-Seguros RGA   | + 14"      |
| 10. | Filippo Fiorelli           | Włochy          | Bardiani CSF Faizanè     | + 14"      |

### Etap 3
| Durham - Sunderland | pagórkowaty | (163,6 km) |

| \| Klasyfikacja etapu \| Klasyfikacja etapu \| Klasyfikacja etapu \| Klasyfikacja etapu \| Klasyfikacja etapu \| \| Kolarz \| Kolarz \| Państwo \| Drużyna \| Czas \| \| ------------------ \| -------------------- \| ------------------ \| ------------------------- \| ------------------ \| \| 1. \| Kamiel Bonneu \| Belgia \| Sport Vlaanderen-Baloise \| 4h 05' 33" \| \| 2. \| Benjamin Perry \| Kanada \| WiV SunGod \| + 0" \| \| 3. \| Alexandar Richardson \| Wielka Brytania \| Saint Piran \| + 2" \| \| 4. \| Mathijs Paasschens \| Holandia \| Bingoal Pauwels Sauces WB \| + 4" \| \| 5. \| Jordi Meeus \| Belgia \| Bora-Hansgrohe \| + 7" \| \| 6. \| Jake Stewart \| Wielka Brytania \| Wielka Brytania \| + 7" \| \| 7. \| Samuel Watson \| Wielka Brytania \| Wielka Brytania \| + 7" \| \| 8. \| Gonzalo Serrano \| Hiszpania \| Movistar Team \| + 7" \| \| 9. \| Marius Mayrhofer \| Niemcy \| Team DSM \| + 7" \| \| 10. \| Kenneth Van Rooy \| Belgia \| Sport Vlaanderen-Baloise \| + 7" \| |                      |                 |                           |            |
| |                      |                 |                           |            |
| Źródło: ProCyclingStats |                      |                 |                           |            |
| Klasyfikacja etapu |                      |                 |                           |            |
| Kolarz | Kolarz               | Państwo         | Drużyna                   | Czas       |
| 1. | Kamiel Bonneu        | Belgia          | Sport Vlaanderen-Baloise  | 4h 05' 33" |
| 2. | Benjamin Perry       | Kanada          | WiV SunGod                | + 0"       |
| 3. | Alexandar Richardson | Wielka Brytania | Saint Piran               | + 2"       |
| 4. | Mathijs Paasschens   | Holandia        | Bingoal Pauwels Sauces WB | + 4"       |
| 5. | Jordi Meeus          | Belgia          | Bora-Hansgrohe            | + 7"       |
| 6. | Jake Stewart         | Wielka Brytania | Wielka Brytania           | + 7"       |
| 7. | Samuel Watson        | Wielka Brytania | Wielka Brytania           | + 7"       |
| 8. | Gonzalo Serrano      | Hiszpania       | Movistar Team             | + 7"       |
| 9. | Marius Mayrhofer     | Niemcy          | Team DSM                  | + 7"       |
| 10. | Kenneth Van Rooy     | Belgia          | Sport Vlaanderen-Baloise  | + 7"       |

| \| Klasyfikacja generalna \| Klasyfikacja generalna \| Klasyfikacja generalna \| Klasyfikacja generalna \| Klasyfikacja generalna \| \| Kolarz \| Kolarz \| Państwo \| Drużyna \| Czas \| \| ---------------------- \| -------------------------- \| ---------------------- \| ------------------------- \| ---------------------- \| \| 1. \| Benjamin Perry \| Kanada \| WiV SunGod \| 12h 50' 31" \| \| 2. \| Corbin Strong \| Nowa Zelandia \| Israel-Premier Tech \| + 7" \| \| 3. \| Mathijs Paasschens \| Holandia \| Bingoal Pauwels Sauces WB \| + 11" \| \| 4. \| Jake Stewart \| Wielka Brytania \| Wielka Brytania \| + 15" \| \| 5. \| Omar Fraile \| Hiszpania \| Ineos Grenadiers \| + 15" \| \| 6. \| Anders Halland Johannessen \| Norwegia \| Uno-X Pro Cycling Team \| + 17" \| \| 7. \| Gonzalo Serrano \| Hiszpania \| Movistar Team \| + 21" \| \| 8. \| Thomas Pidcock \| Wielka Brytania \| Ineos Grenadiers \| + 21" \| \| 9. \| Kenneth Van Rooy \| Belgia \| Sport Vlaanderen-Baloise \| + 21" \| \| 10. \| Filippo Fiorelli \| Włochy \| Bardiani CSF Faizanè \| + 21" \| |                            |                 |                           |             |
| |                            |                 |                           |             |
| Źródło: ProCyclingStats |                            |                 |                           |             |
| Klasyfikacja generalna |                            |                 |                           |             |
| Kolarz | Kolarz                     | Państwo         | Drużyna                   | Czas        |
| 1. | Benjamin Perry             | Kanada          | WiV SunGod                | 12h 50' 31" |
| 2. | Corbin Strong              | Nowa Zelandia   | Israel-Premier Tech       | + 7"        |
| 3. | Mathijs Paasschens         | Holandia        | Bingoal Pauwels Sauces WB | + 11"       |
| 4. | Jake Stewart               | Wielka Brytania | Wielka Brytania           | + 15"       |
| 5. | Omar Fraile                | Hiszpania       | Ineos Grenadiers          | + 15"       |
| 6. | Anders Halland Johannessen | Norwegia        | Uno-X Pro Cycling Team    | + 17"       |
| 7. | Gonzalo Serrano            | Hiszpania       | Movistar Team             | + 21"       |
| 8. | Thomas Pidcock             | Wielka Brytania | Ineos Grenadiers          | + 21"       |
| 9. | Kenneth Van Rooy           | Belgia          | Sport Vlaanderen-Baloise  | + 21"       |
| 10. | Filippo Fiorelli           | Włochy          | Bardiani CSF Faizanè      | + 21"       |

### Etap 4
| Redcar - Duncombe Park Lodge | górzysty | (149,5 km) |

| \| Klasyfikacja etapu \| Klasyfikacja etapu \| Klasyfikacja etapu \| Klasyfikacja etapu \| Klasyfikacja etapu \| \| Kolarz \| Kolarz \| Państwo \| Drużyna \| Czas \| \| ------------------ \| ------------------ \| ------------------ \| ------------------------- \| ------------------ \| \| 1. \| Gonzalo Serrano \| Hiszpania \| Movistar Team \| 3h 40' 38" \| \| 2. \| Thomas Pidcock \| Wielka Brytania \| Ineos Grenadiers \| + 0" \| \| 3. \| Dylan Teuns \| Belgia \| Israel-Premier Tech \| + 0" \| \| 4. \| Omar Fraile \| Hiszpania \| Ineos Grenadiers \| + 1" \| \| 5. \| Mathijs Paasschens \| Holandia \| Bingoal Pauwels Sauces WB \| + 13" \| \| 6. \| Samuel Watson \| Wielka Brytania \| Wielka Brytania \| + 13" \| \| 7. \| Kenneth Van Rooy \| Belgia \| Sport Vlaanderen-Baloise \| + 13" \| \| 8. \| Enrico Battaglin \| Włochy \| Bardiani CSF Faizanè \| + 13" \| \| 9. \| Jack Rootkin-Gray \| Wielka Brytania \| Saint Piran \| + 13" \| \| 10. \| Corbin Strong \| Nowa Zelandia \| Israel-Premier Tech \| + 13" \| |                    |                 |                           |            |
| |                    |                 |                           |            |
| Źródło: ProCyclingStats |                    |                 |                           |            |
| Klasyfikacja etapu |                    |                 |                           |            |
| Kolarz | Kolarz             | Państwo         | Drużyna                   | Czas       |
| 1. | Gonzalo Serrano    | Hiszpania       | Movistar Team             | 3h 40' 38" |
| 2. | Thomas Pidcock     | Wielka Brytania | Ineos Grenadiers          | + 0"       |
| 3. | Dylan Teuns        | Belgia          | Israel-Premier Tech       | + 0"       |
| 4. | Omar Fraile        | Hiszpania       | Ineos Grenadiers          | + 1"       |
| 5. | Mathijs Paasschens | Holandia        | Bingoal Pauwels Sauces WB | + 13"      |
| 6. | Samuel Watson      | Wielka Brytania | Wielka Brytania           | + 13"      |
| 7. | Kenneth Van Rooy   | Belgia          | Sport Vlaanderen-Baloise  | + 13"      |
| 8. | Enrico Battaglin   | Włochy          | Bardiani CSF Faizanè      | + 13"      |
| 9. | Jack Rootkin-Gray  | Wielka Brytania | Saint Piran               | + 13"      |
| 10. | Corbin Strong      | Nowa Zelandia   | Israel-Premier Tech       | + 13"      |

| \| Klasyfikacja generalna \| Klasyfikacja generalna \| Klasyfikacja generalna \| Klasyfikacja generalna \| Klasyfikacja generalna \| \| Kolarz \| Kolarz \| Państwo \| Drużyna \| Czas \| \| ---------------------- \| ---------------------- \| ---------------------- \| ------------------------- \| ---------------------- \| \| 1. \| Gonzalo Serrano \| Hiszpania \| Movistar Team \| 16h 31' 15" \| \| 2. \| Thomas Pidcock \| Wielka Brytania \| Ineos Grenadiers \| + 7" \| \| 3. \| Omar Fraile \| Hiszpania \| Ineos Grenadiers \| + 7" \| \| 4. \| Benjamin Perry \| Kanada \| WiV SunGod \| + 7" \| \| 5. \| Dylan Teuns \| Belgia \| Israel-Premier Tech \| + 10" \| \| 6. \| Corbin Strong \| Nowa Zelandia \| Israel-Premier Tech \| + 14" \| \| 7. \| Mathijs Paasschens \| Holandia \| Bingoal Pauwels Sauces WB \| + 18" \| \| 8. \| Jake Stewart \| Wielka Brytania \| Wielka Brytania \| + 22" \| \| 9. \| Magnus Sheffield \| Stany Zjednoczone \| Ineos Grenadiers \| + 24" \| \| 10. \| Kenneth Van Rooy \| Belgia \| Sport Vlaanderen-Baloise \| + 28" \| |                    |                   |                           |             |
| |                    |                   |                           |             |
| Źródło: ProCyclingStats |                    |                   |                           |             |
| Klasyfikacja generalna |                    |                   |                           |             |
| Kolarz | Kolarz             | Państwo           | Drużyna                   | Czas        |
| 1. | Gonzalo Serrano    | Hiszpania         | Movistar Team             | 16h 31' 15" |
| 2. | Thomas Pidcock     | Wielka Brytania   | Ineos Grenadiers          | + 7"        |
| 3. | Omar Fraile        | Hiszpania         | Ineos Grenadiers          | + 7"        |
| 4. | Benjamin Perry     | Kanada            | WiV SunGod                | + 7"        |
| 5. | Dylan Teuns        | Belgia            | Israel-Premier Tech       | + 10"       |
| 6. | Corbin Strong      | Nowa Zelandia     | Israel-Premier Tech       | + 14"       |
| 7. | Mathijs Paasschens | Holandia          | Bingoal Pauwels Sauces WB | + 18"       |
| 8. | Jake Stewart       | Wielka Brytania   | Wielka Brytania           | + 22"       |
| 9. | Magnus Sheffield   | Stany Zjednoczone | Ineos Grenadiers          | + 24"       |
| 10. | Kenneth Van Rooy   | Belgia            | Sport Vlaanderen-Baloise  | + 28"       |

### Etap 5
| West Bridgford - Mansfield | płaski | (186,8 km) |

| \| Klasyfikacja etapu \| Klasyfikacja etapu \| Klasyfikacja etapu \| Klasyfikacja etapu \| Klasyfikacja etapu \| \| Kolarz \| Kolarz \| Państwo \| Drużyna \| Czas \| \| ------------------ \| --------------------- \| ------------------ \| ------------------------- \| ------------------ \| \| 1. \| Jordi Meeus \| Belgia \| Bora-Hansgrohe \| 4h 21' 46" \| \| 2. \| Stanisław Aniołkowski \| Polska \| Bingoal Pauwels Sauces WB \| + 0" \| \| 3. \| Thomas Pidcock \| Wielka Brytania \| Ineos Grenadiers \| + 0" \| \| 4. \| Samuel Watson \| Wielka Brytania \| Wielka Brytania \| + 0" \| \| 5. \| Aaron Van Poucke \| Belgia \| Sport Vlaanderen-Baloise \| + 0" \| \| 6. \| Nicolò Parisini \| Włochy \| Team Qhubeka \| + 0" \| \| 7. \| Martin Marcellusi \| Włochy \| Bardiani CSF Faizanè \| + 0" \| \| 8. \| Filippo Fiorelli \| Włochy \| Bardiani CSF Faizanè \| + 0" \| \| 9. \| Corbin Strong \| Nowa Zelandia \| Israel-Premier Tech \| + 0" \| \| 10. \| Jim Brown \| Wielka Brytania \| WiV SunGod \| + 0" \| |                       |                 |                           |            |
| |                       |                 |                           |            |
| Źródło: ProCyclingStats |                       |                 |                           |            |
| Klasyfikacja etapu |                       |                 |                           |            |
| Kolarz | Kolarz                | Państwo         | Drużyna                   | Czas       |
| 1. | Jordi Meeus           | Belgia          | Bora-Hansgrohe            | 4h 21' 46" |
| 2. | Stanisław Aniołkowski | Polska          | Bingoal Pauwels Sauces WB | + 0"       |
| 3. | Thomas Pidcock        | Wielka Brytania | Ineos Grenadiers          | + 0"       |
| 4. | Samuel Watson         | Wielka Brytania | Wielka Brytania           | + 0"       |
| 5. | Aaron Van Poucke      | Belgia          | Sport Vlaanderen-Baloise  | + 0"       |
| 6. | Nicolò Parisini       | Włochy          | Team Qhubeka              | + 0"       |
| 7. | Martin Marcellusi     | Włochy          | Bardiani CSF Faizanè      | + 0"       |
| 8. | Filippo Fiorelli      | Włochy          | Bardiani CSF Faizanè      | + 0"       |
| 9. | Corbin Strong         | Nowa Zelandia   | Israel-Premier Tech       | + 0"       |
| 10. | Jim Brown             | Wielka Brytania | WiV SunGod                | + 0"       |

| \| Klasyfikacja generalna \| Klasyfikacja generalna \| Klasyfikacja generalna \| Klasyfikacja generalna \| Klasyfikacja generalna \| \| Kolarz \| Kolarz \| Państwo \| Drużyna \| Czas \| \| ---------------------- \| ---------------------- \| ---------------------- \| ------------------------- \| ---------------------- \| \| 1. \| Gonzalo Serrano \| Hiszpania \| Movistar Team \| 20h 53' 01" \| \| 2. \| Thomas Pidcock \| Wielka Brytania \| Ineos Grenadiers \| + 3" \| \| 3. \| Omar Fraile \| Hiszpania \| Ineos Grenadiers \| + 7" \| \| 4. \| Benjamin Perry \| Kanada \| WiV SunGod \| + 7" \| \| 5. \| Dylan Teuns \| Belgia \| Israel-Premier Tech \| + 10" \| \| 6. \| Corbin Strong \| Nowa Zelandia \| Israel-Premier Tech \| + 14" \| \| 7. \| Mathijs Paasschens \| Holandia \| Bingoal Pauwels Sauces WB \| + 17" \| \| 8. \| Jake Stewart \| Wielka Brytania \| Wielka Brytania \| + 22" \| \| 9. \| Alessandro Iacchi \| Włochy \| Team Qhubeka \| + 24" \| \| 10. \| Magnus Sheffield \| Stany Zjednoczone \| Ineos Grenadiers \| + 24" \| |                    |                   |                           |             |
| |                    |                   |                           |             |
| Źródło: ProCyclingStats |                    |                   |                           |             |
| Klasyfikacja generalna |                    |                   |                           |             |
| Kolarz | Kolarz             | Państwo           | Drużyna                   | Czas        |
| 1. | Gonzalo Serrano    | Hiszpania         | Movistar Team             | 20h 53' 01" |
| 2. | Thomas Pidcock     | Wielka Brytania   | Ineos Grenadiers          | + 3"        |
| 3. | Omar Fraile        | Hiszpania         | Ineos Grenadiers          | + 7"        |
| 4. | Benjamin Perry     | Kanada            | WiV SunGod                | + 7"        |
| 5. | Dylan Teuns        | Belgia            | Israel-Premier Tech       | + 10"       |
| 6. | Corbin Strong      | Nowa Zelandia     | Israel-Premier Tech       | + 14"       |
| 7. | Mathijs Paasschens | Holandia          | Bingoal Pauwels Sauces WB | + 17"       |
| 8. | Jake Stewart       | Wielka Brytania   | Wielka Brytania           | + 22"       |
| 9. | Alessandro Iacchi  | Włochy            | Team Qhubeka              | + 24"       |
| 10. | Magnus Sheffield   | Stany Zjednoczone | Ineos Grenadiers          | + 24"       |

### Etap 6
| Tewkesbury - Gloucester | pagórkowaty | (170,9 km) |

Etap odwołany decyzją organizatorów wyścigu w następstwie śmierci Elżbiety II.

### Etap 7
| West Bay - Ferndown | pagórkowaty | (175,9 km) |

Etap odwołany decyzją organizatorów wyścigu w następstwie śmierci Elżbiety II.

### Etap 8
| Ryde - The Needles | górzysty | (148,9 km) |

Etap odwołany decyzją organizatorów wyścigu w następstwie śmierci Elżbiety II.

## Klasyfikacje

### Klasyfikacja generalna
| \| Klasyfikacja generalna \| Klasyfikacja generalna \| Klasyfikacja generalna \| Klasyfikacja generalna \| Klasyfikacja generalna \| \| Kolarz \| Kolarz \| Państwo \| Drużyna \| Czas \| \| ---------------------- \| ---------------------- \| ---------------------- \| ---------------------- \| ---------------------- \| |        |         |         |      |
| |        |         |         |      |
| Źródło: ProCyclingStats |        |         |         |      |
| Klasyfikacja generalna |        |         |         |      |
| Kolarz | Kolarz | Państwo | Drużyna | Czas |

| Klasyfikacja punktowa | Klasyfikacja punktowa | Klasyfikacja punktowa | Klasyfikacja punktowa | Klasyfikacja punktowa |
| Kolarz                | Kolarz                | Państwo               | Drużyna               | Punkty                |
| --------------------- | --------------------- | --------------------- | --------------------- | --------------------- |

| Klasyfikacja punktowa | Klasyfikacja punktowa | Klasyfikacja punktowa | Klasyfikacja punktowa | Klasyfikacja punktowa |
| Kolarz                | Kolarz                | Państwo               | Drużyna               | Punkty                |
| --------------------- | --------------------- | --------------------- | --------------------- | --------------------- |

| Klasyfikacja górska | Klasyfikacja górska | Klasyfikacja górska | Klasyfikacja górska | Klasyfikacja górska |
| Kolarz              | Kolarz              | Państwo             | Drużyna             | Punkty              |
| ------------------- | ------------------- | ------------------- | ------------------- | ------------------- |

| Klasyfikacja górska | Klasyfikacja górska | Klasyfikacja górska | Klasyfikacja górska | Klasyfikacja górska |
| Kolarz              | Kolarz              | Państwo             | Drużyna             | Punkty              |
| ------------------- | ------------------- | ------------------- | ------------------- | ------------------- |

### Klasyfikacja drużynowa
| Klasyfikacja drużynowa | Klasyfikacja drużynowa | Klasyfikacja drużynowa | Klasyfikacja drużynowa |
| Drużyna                | Drużyna                | Państwo                | Czas                   |
| ---------------------- | ---------------------- | ---------------------- | ---------------------- |

### Liderzy klasyfikacji
| Etap   |             | Pierwsze miejsce _ | Klasyfikacja generalna | Punktowa       | Górska             | Sprinterska     | Najaktywniejszych _  | Drużynowa _              | Krajowa _      |
| ------ | ----------- | ------------------ | ---------------------- | -------------- | ------------------ | --------------- | -------------------- | ------------------------ | -------------- |
| 1      | górzysty    | Corbin Strong      | Corbin Strong          | Corbin Strong  | Stephen Bassett    | Matthew Teggart | Matthew Gibson       | Uno-X Pro Cycling Team   | Thomas Pidcock |
| 2      | pagórkowaty | Cees Bol           | Corbin Strong          | Corbin Strong  | Jacob Scott        | Matthew Teggart | Adam Lewis           | Sport Vlaanderen-Baloise | Jake Stewart   |
| 3      | pagórkowaty | Kamiel Bonneu      | Benjamin Perry         | Corbin Strong  | Jacob Scott        | Matthew Teggart | Alexandar Richardson | Sport Vlaanderen-Baloise | Jake Stewart   |
| 4      | górzysty    | Gonzalo Serrano    | Gonzalo Serrano        | Corbin Strong  | Mathijs Paasschens | Matthew Teggart | Magnus Sheffield     | Ineos Grenadiers         | Thomas Pidcock |
| 5      | płaski      | Jordi Meeus        | Gonzalo Serrano        | Thomas Pidcock | Mathijs Paasschens | Matthew Teggart | Zeb Kyffin           | Ineos Grenadiers         | Thomas Pidcock |
| 6      | pagórkowaty | odwołany           | brak danych            | brak danych    | brak danych        | brak danych     | brak danych          | brak danych              | brak danych    |
| 7      | pagórkowaty | odwołany           | brak danych            | brak danych    | brak danych        | brak danych     | brak danych          | brak danych              | brak danych    |
| 8      | górzysty    | odwołany           | Gonzalo Serrano        | Thomas Pidcock | Mathijs Paasschens | Matthew Teggart | brak danych          | Ineos Grenadiers         | Thomas Pidcock |
| Koniec | Koniec      |                    | Gonzalo Serrano        | Thomas Pidcock | Mathijs Paasschens | Matthew Teggart | brak danych          | Ineos Grenadiers         | Thomas Pidcock |